# Отар
Отар наричан Венделската Сврака (на старонорвежки: Óttarr vendilkráka; на шведски: Ottar Vendelkråka) е полулегендарен конунг на свеите от династията Скилфинги, живял през VI в. Вендел (което фигурира и в прякора му) е името на селище в историческата шведска област Упланд.
Древноскандинавските саги съобщават, че Отар е син на Егил (наречен Онгентеов в англо-саксонската поема Беоулф), който загинал в битка с Геатите. След смъртта на баща си Отар е избран за конунг на свеите и заедно с брат си Онела води успешни битки с геатите. Същевременно датският конунг Фроди Смелия поискал от него да му плаща данък, какъвто му бил обещал Онгентеов, но Отар отказал. Тогава Фроди извършил опустошителен набег в Швеция. На следващата година обаче, в момент когато Фроди бил на поход на изток, Отар се възползвал от отсъствието му и разорил земите му, но срещу него излезли обединените войски на двама датски ярла и в завързалото се сражение Отар загинал заедно с голяма част от воините си. Тялото му било пренесено в Швеция и погребано в курган във Вендел. А датчаните от своя страна изпратили в Швеция дървена врана с посланието, че Отар струва колкото нея.
Наследник на Отар станал неговият син Еадгилс.